# Ataševac
Ataševac je naseljeno mjesto u općini Drvar, Federacija Bosne i Hercegovine, BiH.

## Zemljopis
Selo je smješteno na sjevernom dijelu drvarske općine, ispod planine Klekovače, istočno od puta Drvar -  Bosanski Petrovac. Teren je raznolik. Prevladava šumsko područje, a u nižim predjelima livade i pašnjaci.

## Povijest
U Drugom svjetskom ratu i u vrijeme ustanka četničko-partizanskog 1941., krajem rujna Drvar su zauzele talijanske postrojbe. U nedostatku bolničkih kapaciteta, u proljeće 1942. u Ataševcu je sagrađena improvizirana bolnica od drvenog materijala.
U 20. stoljeću stanovništvo se uglavnom bavilo eksploatacijom šume. Na duži rok osnovna djelatnost je ipak bilo stočarstvo.